# Stephen Dawson (chính khách)
Stephen Noel Dawson (sinh ngày 30 tháng 7 năm 1975) là một chính khách người Úc, từng là đảng viên Đảng Lao động của Hội đồng Lập pháp Tây Úc từ năm 2013, đại diện cho Mining and Pastoral Region. Ông là Bộ trưởng Bộ Môi trường và Bộ trưởng Dịch vụ Người khuyết tật hiện tại thuộc Chính phủ McGowan.

## Tuổi thơ
Dawson được sinh ra ở Dublin, Ireland. Khi còn nhỏ, ông theo học một trường Gaelscoil (trường ngâm tiếng Gaelic Ireland), với tiếng Anh là ngôn ngữ thứ hai của ông. Dawson và gia đình di cư sang Úc vào năm 1989, khi ông mười ba tuổi và định cư tại Perth, nơi ông theo học tại Trường Trung học Hollywood. Ông vào Đại học Edith Cowan (ECU), tốt nghiệp ngành giáo dục. Trước khi vào quốc hội, Dawson đã làm việc trong một thời gian với tư cách là người vận động hành lang (với Hawker Britton) và quản lý công ty (với Essential Media Communications). Ông cũng từng phục vụ trong một thời gian với tư cách là chánh văn phòng cho David Templeman (một bộ trưởng trong chính phủ Carpenter).

## Đời tư
Dawson là người đồng tính công khai. Vào tháng 12 năm 2013, ông và người bạn đời của mình, Dennis Liddelow, đã trở thành cặp đôi đồng giới đầu tiên kết hôn hợp pháp tại Úc. Họ đã có một buổi lễ nửa đêm ở Canberra, lợi dụng luật pháp được Lãnh thổ Thủ đô Úc (ACT) thông qua. Tuy nhiên, cuộc hôn nhân của họ đã bị hủy bỏ sáu ngày sau đó (cùng với tất cả các cuộc hôn nhân đồng giới khác), do Tòa án Tối cao cho rằng luật ACT đã mâu thuẫn với Đạo luật Hôn nhân 1961 liên bang và do đó là vi hiến.